# Tee Holman
Squire “Tee” Holman (* 30. März 1941; † 9. Oktober 2009 in Brooklyn) war ein US-amerikanischer Rhythm & Blues- und Jazzmusiker (Schlagzeug, Komposition).
Tee Holman war ein Schlagzeuger, der seine Karriere als Teenager begann und ohne Nennung auf dem Hit „(Love Is Like A) Heat Wave“ (1963) von Martha Reeves & the Vandellas spielte. Er tauchte erst wieder bei Plattenaufnahmen auf, als er 1968 bei Eddie Gales Album Ghetto Music mitwirkte, das 1970 bei Blue Note Records erschien. Unter eigenem Namen spielte er in den frühen 1970er-Jahren zwei Songs, darunter eine Coverversion von George Gershwins „Summertime“, für die EP Let’s Make Ends Meet in Sextett-Besetzung ein – mit einer Gruppe, die für diese Session aus lokalen Jazzmusikern zusammengestellt wurde. Im Juni 2005 trat er mit Eddie Gales Now Band, der auch William Parker angehörte, auf dem New Yorker Vision Festival auf.  „Schlagzeuger Tee S. Holman ist hervorragend“, hieß es in der Zeitschrift Coda zu Gales Album Vision Festival X, NYC, das 2006 erschien.
Holman, der im Hauptberuf als Architekt arbeitete, starb 2009 an den Folgen einer Krebserkrankung.

## Diskographische Hinweise
- Eddie Gale Unit: Earthquake Aftershock Suite (1989), mit Henry Pearson,  Will Nichols